# ألبرت إس. همفري
ألبرت إس. همفري (بالإنجليزية: Albert S. Humphrey) هو منظر أعمال ‏ أمريكي، ولد في 2 يونيو 1926 في الولايات المتحدة، وتوفي في 31 أكتوبر 2005 في المملكة المتحدة.